# Igor Astarloa

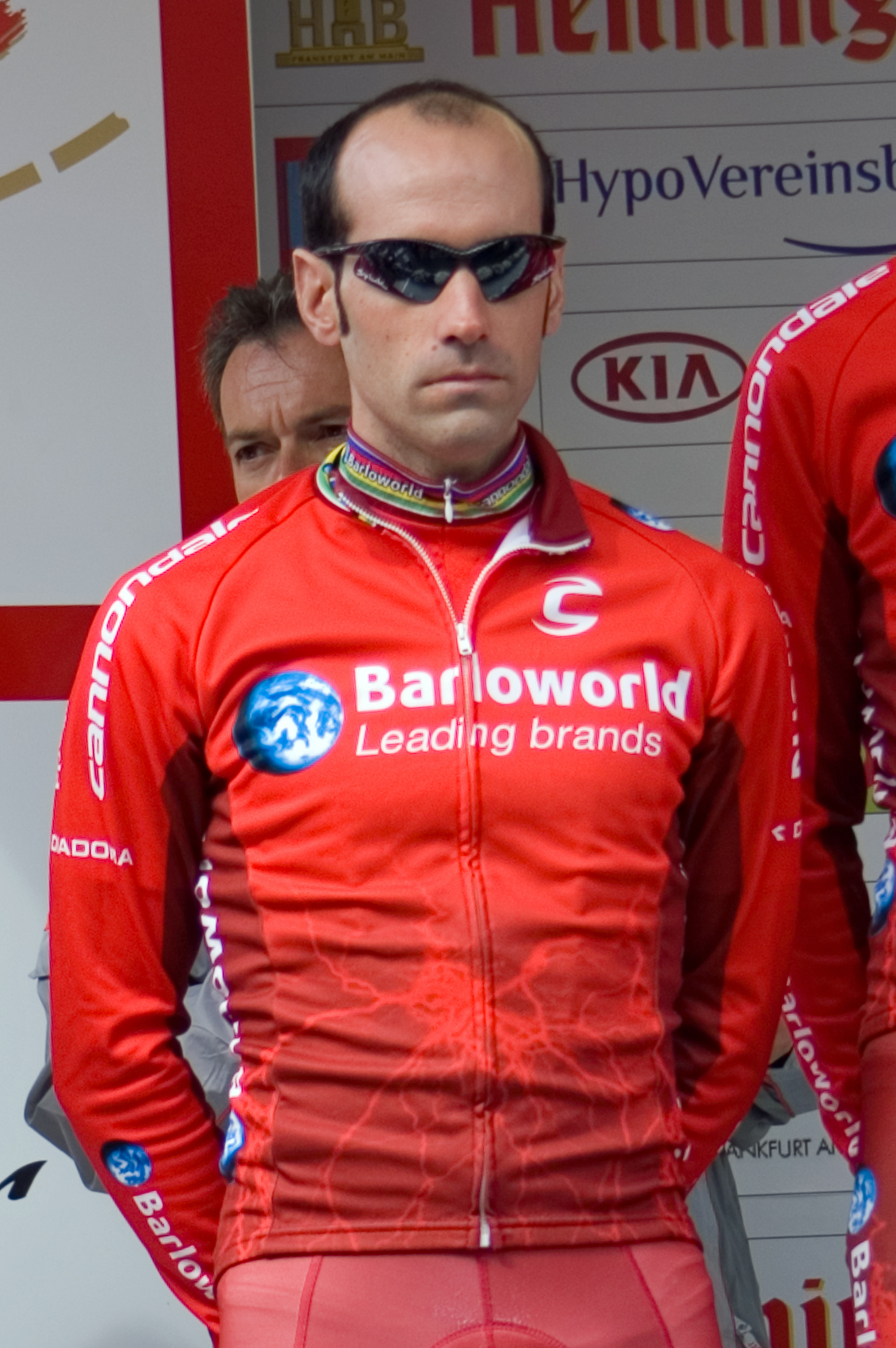
Rund um den Henninger-Turm (2006)

Igor Astarloa Askasibar (* 29. März 1976 in Ermua, Spanien) ist ein ehemaliger spanischer Radrennfahrer.

## Karriere
Igor Astarloa wurde 2000 Profi beim Radsportteam Mercatone Uno-Albacom. Sein erster bedeutender Erfolg war der Sieg beim spanischen Eintagesrennen Clásica Primavera. Astarloas erfolgreichstes Jahr war 2003. Zunächst gewann er im Frühjahr den Klassiker (Radsport) Flèche Wallonne durch eine Attacke am Zielhang. Im Herbst gewann er die Straßenweltmeisterschaft in Hamilton, Kanada, nachdem er sich an der letzten Steigung aus einer sechsköpfigen Spitzengruppe absetzen konnte und seinen Vorsprung bis in das Ziel rettete.
Im Mai 2008 trennte sich Astarloas damaliges Team Milram von ihm. Grund waren auffällige Blutwerte, die einen Dopingverdacht nahelegten. Die Teamleitung des Teams Milram betonte jedoch, dass kein nachgewiesenes Doping vorliege. Am 17. Juni 2009 gab die UCI bekannt, dass gegen Igor Astarloa und vier weitere Fahrer, aufgrund von Auffälligkeiten in ihren Biologischen Pass, Dopingverfahren eingeleitet wurden. Hierauf beendete Astarloa nach der Saison 2009 seine Karriere. Nach Ende seiner Karriere wurde er 2010 durch die Disziplinarkommission des spanischen Radsportverbands für 2 Jahre gesperrt und erhielt eine Geldstrafe von  35.000 €.

## Erfolge
2001
- Clásica Primavera

2002
- Gesamtwertung und eine Etappe Brixia Tour

2003
- eine Etappe Valencia-Rundfahrt
- La Flèche Wallonne
- Weltmeister – Straßenrennen

2004
- eine Etappe Brixia Tour

2005
- eine Etappe Burgos-Rundfahrt

2006
- Mailand–Turin

## Teams
- 1999 Riso Scotti-Vinavil (Stagiaire)
- 2000 Mercatone Uno-Albacom
- 2001 Mercatone Uno-Stream TV
- 2002 Saeco-Longoni Sport
- 2003 Saeco
- 2004 Cofidis-Le Crédit par Téléphone (bis 24.04.)
- 2004 Lampre (ab 25.04.)
- 2005 Barloworld-Valsir
- 2006 Barloworld
- 2007 Team Milram
- 2008 Team Milram (bis 29.05.)
- 2009 Amica Chips-Knauf